# Cerro Canajagua
El cerro Canajagua es una de las principales elevaciones de la cordillera oriental de la península de Azuero, con una altitud de 830 metros sobre el nivel del mar.
Forma parte del macizo del Canajagua y se encuentra ubicado en la provincia de Los Santos.  Conforma el límite político de los distritos de Guararé, Las Tablas y Macaracas, desde los cuales puede apreciarse en el horizonte. Conocido coloquialmente como El Canajagua, forma parte de la cultura y la identidad de la región de Azuero.
El cerro Canajagua también forma parte la red de comunicaciones de la República de Panamá, ya que en conjunto con el Cerro Pirre (Darién), Cerro Jefe (Panamá) y el Volcán Barú (Chiriquí) entrelazan las emisiones de radio y televisión del país. En su cumbre se encuentran ubicadas alrededor de setenta antenas, dada su posición relativamente elevada sobre una vasta extensión de llanuras en la Península de Azuero.